# Serrate
Serrate (Sarrat en aragonés) es una localidad del municipio de Valle de Lierp, en la comarca de la Ribagorza, provincia de Huesca, Aragón.

## Toponimia
El topónimo viene del latín Serratus, pequeña montaña o sierra. En documentos posteriores es mencionado como Sarado, Sarrat, Serrat y Sarrad.

## Lugares de interés
- Iglesia de la Natividad de la Virgen[3]
- El Museo Etnológico de Valle de Lierp[4]

## Demografía
| Gráfica de evolución de Serrate entre 2000 y 2020 |
|                                                   |
| Población según el INE en 2020.                   |